# Espai Ca Creus
L'Espai Ca Creus es tracta d'un equipament de la ciutat de Valls destinat a acollir serveis com el Centre Cívic, la Regidoria de Cultura de l'Ajuntament de Valls, el Servei de Joventut Valls Jove i la Biblioteca comarcal Carles Cardó. denominada així en referència al vallenc Carles Cardó i Sanjoan.
L'edifici és obra dels arquitectes catalans Manel Vidal i Germà Vidal i es va construir entre els anys 2010 i 2014.

## Història
La proposta sorgeix dins del programa impulsat per l'Ajuntament de Valls per a la millora del Barri Antic de la ciutat i suportat per la Generalitat de Catalunya a través de la Llei de Barris, que preveia la compra d'habitatges en ruïnes i la seva demolició per tal d'esponjar l'entramat urbà i crear noves zones obertes i crear nous edificis per acollir equipaments culturals com l'Espai Ca Creus o la instal·lació de Món Casteller. Museu Casteller de Catalunya.
L'any 2009, Manel Vidal Moreno i Germà Vidal Rebull guanyaren el concurs de l'Ajuntament per adjudicar la construcció de l'edifici de Ca Creus. L'any 2010 començaren les obres que culminaren el dia de Sant Jordi del 2014 amb la inauguració de la Biblioteca.
El nom de Ca Creus fa referència a l'edifici que ocupava aquest espai abans de l'actual, una fàbrica de tall i confecció propietat de Joan Creus Cañellas des del 1941 fins al seu tancament definitiu l'any 1981.